# Francisco Quirós Linares
Francisco Quirós Linares (Zamora, 1933-Oviedo, 2018) fue un geógrafo e historiador de la geografía español.

## Biografía
Nacido en 1933 en Zamora, fue profesor en la Universidad Autónoma de Madrid y en la Universidad de La Laguna primero y, más adelante, catedrático en la Universidad de Oviedo. Publicó trabajos en revistas como Estudios Geográficos y Ería, de la que fue fundador. Falleció el 1 de junio de 2018 en Oviedo.